# ژیدوویتسه (ناحیه لیتومیریتسه)
ژیدوویتسه (به چکی: Židovice) یک منطقهٔ مسکونی در جمهوری چک است که در ناحیه لیتومیریتسه واقع شده‌است. ژیدوویتسه ۳٫۵۶ کیلومتر مربع مساحت و ۳۴۸ نفر جمعیت دارد و ۱۵۶ متر بالاتر از سطح دریا واقع شده‌است.